# Assedio di Harfleur
L'assedio di Harfleur in Normandia (Francia) iniziò il 18 agosto del 1415 e finì il 22 settembre dello stesso anno con la resa della città agli inglesi.

## Antefatto
Enrico V invase la Francia a seguito del fallimento dei negoziati con i francesi. Egli reclamava il titolo di re di Francia per successione del suo bisnonno Edoardo III, sebbene, in pratica, il re inglese fosse generalmente disposto a rinunciare a questa pretesa se i francesi gli avessero riconosciuto il diritto a governare sull'Aquitania e su altre terre francesi (ai termini del Trattato di Brétigny). Egli inizialmente indisse un grande concilio nella primavera del 1414 per discutere se andare in guerra contro la Francia, ma i lord insistettero sul fatto che avrebbe dovuto negoziare ulteriormente e moderare le sue pretese. Nel quadro dei negoziati seguenti Enrico disse che avrebbe rinunciato alla sua pretesa sul trono di Francia se i francesi avessero pagato 1,6 milioni di corone in sospeso per via del riscatto non pagato per la liberazione di Giovanni II (che era stato catturato alla Battaglia di Poitiers nel 1356), e avessero concesso il dominio inglese sulle terre della Normandia, Turenna, Angiò, Bretagna e Fiandre, oltre all'Aquitania. Enrico avrebbe sposato la principessa Catherine, la giovane figlia di Carlo VI, e avrebbe ricevuto una dote di 2 milioni di corone. I francesi risposero che consideravano un'offerta generosa il matrimonio con la principessa Catherine, una dote di 600 000 corone e il dominio sull'Aquitania. Nel 1415 i negoziati erano ad un punto morto, poiché gli inglesi sostenevano che i francesi avevano deriso e ridicolizzato le richieste di Enrico ed egli stesso. Nel dicembre 1414, il Parlamento inglese venne convinto a concedere ad Enrico un "sussidio doppio", per compensare la mancata concessione dei tributi da lui pretesi dai francesi. Il 19 aprile 1415, Enrico chiese, ancora una volta, al Gran Consiglio di avallare la guerra con la Francia, e questa volta ottenne una risposta positiva.

## Preparativi dell'invasione
Il 13 agosto 1415 Enrico V sbarcò a Chef-en-Caux nell'estuario della Senna. Quindi attaccò Harfleur con 2 000 uomini in armi e 6 000 arcieri. La guarnigione francese di 100 uomini era comandata da due cavalieri di esperienza il Sieur d'Estouteville ed il Sieur de Gaucourt, che giunsero con altri 300 uomini.

## Assedio
Il 18 agosto, Tommaso di Lancaster, I duca di Clarence diresse parte dell'armata sul lato orientale della città. Ciò significava che la città veniva attaccata e nello stesso tempo la cattura di un convoglio francese con forniture di appoggio di armi, polvere, frecce e balestre destinato alla città.
I dettagli della assedio non sono ben noti, ma sembra sia stato seguito il modello standard di assedio in uso nel basso medioevo. Dopo che le mura erano state gravemente danneggiate dai dodici grandi cannoni e altra artiglieria dell'esercito inglese, Enrico pianificò un assalto globale un mese dopo l'inizio dell'assedio. I comandanti della città chiesero di parlamentare e venne deciso che se l'esercito francese non fosse arrivato prima del 23, la città si sarebbe arresa agli inglesi.
Harfleur cedette agli invasori il 22 settembre. I cavalieri vennero rilasciati in libertà vigilata in attesa del pagamento di un riscatto, ed al popolo che fu disposto a giurare fedeltà ad Enrico fu permesso di rimanere, mentre il resto venne obbligato a partire.

## Conseguenze
Durante l'assedio l'esercito inglese era stato duramente colpito dalla dissenteria (allora conosciuta come il "flusso di sangue"), che continuò ad imperversare anche dopo la fine dell'assedio. Enrico lasciò un piccolo presidio in città e il lunedì 8 ottobre partì con il resto del suo esercito per andare a Calais. Cercò di attraversare il fiume Somme attraverso un piccolo ponte non presidiato per eludere lo scontro con l'esercito francese, ma dopo aver attraversato la Somme fu costretto a combattere la Battaglia di Azincourt.